# NGC 1560
NGC 1560 je galaksija u zviježđu Žirafi.

## Vanjske poveznice
- SEDS: NGC 1560